# 부교감신경계

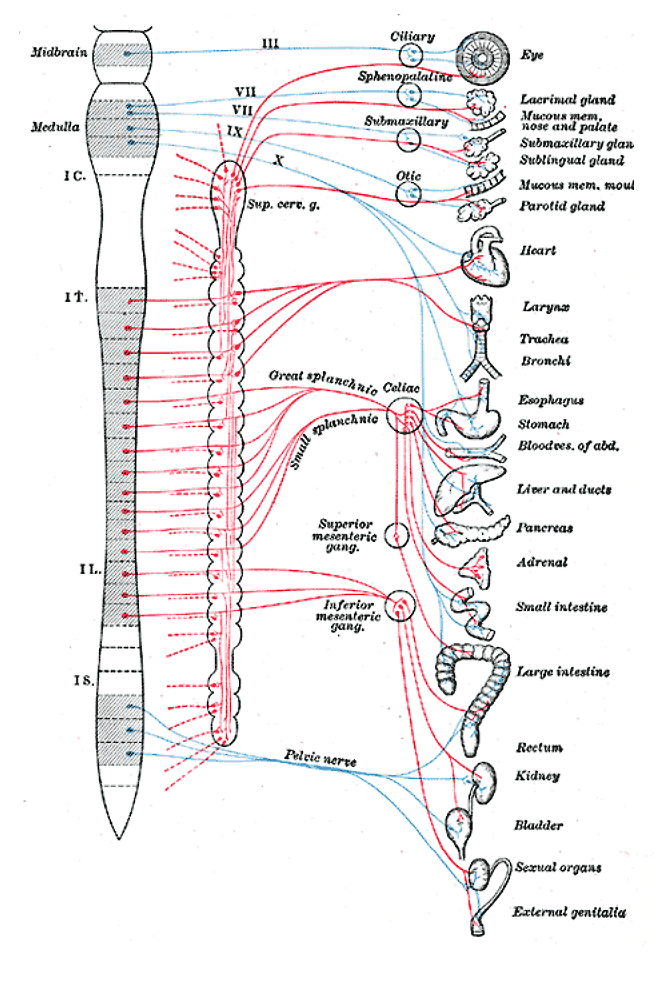
자율신경계통 모식도. 붉은 선이 교감신경계, 푸른 선이 부교감신경계를 나타낸다.

부교감신경계(parasympathetic nervous system, PSNS)는 교감신경계와 함께 자율신경계를 이루는 원심성 말초신경계이다. 부교감신경계통 또는 부교감신경이라고도 한다. 부교감 신경은 교감 신경과는 길항작용의 관계에 있다. 부교감 신경이 흥분하면 맥박 감소, 혈압 감소, 소화 촉진 등 몸이 편안한 상태가 된다.
중추는 뇌줄기나 척수의 천골 부위에 존재하여 뇌줄기에서 나온 부교감 신경은 뇌신경으로 들어가고 천골 부위에서 나온 부교감 신경은 골반 기관을 조절한다. 이때 중추에서 기관까지는 두 개의 뉴런으로 연결되는데 중추에 가까운 뉴런을 절전 뉴런, 기관에 가까운 뉴런을 절후 뉴런이라 부른다. 일반적으로 부교감신경은 절후 뉴런이 절전 뉴런보다 상대적으로 짧다. 교감 신경의 경우 이와 반대이다.

## 비교
| 효과기관 | 교감신경                   | 부교감신경                 | 아드레날린성 수용체 |
| 동공     | 팽창                       | 수축                       | α                   |
| 침샘     | 점액, 효소분비             | 물 분비                    | α,β₂                |
| 심장     | 수축력, 맥박 증가          | 맥박 감소                  | β₁                  |
| 세동맥   | 수축 혹은 확장             |                            | α,β₂                |
| 폐       | 세기관지 확장              | 세기관지 수축              | β₂                  |
| 소화관   | 운동성, 소화효소 분비 감소 | 운동성, 소화효소 분비 증가 | α,β₂                |
| 췌장     | 소화효소, 인슐린 분비 억제 | 소화효소, 인슐린 분비 촉진 | α                   |
| 부신수질 | 카테콜아민 분비            |                            |                     |
| 신장     | 레닌 분비 증가             |                            | β₁                  |
| 방광     | 소변 방출 억제             | 소변 방출 촉진             | α,β₂                |
| 지방조직 | 지방 분해                  |                            | β                   |
| 땀샘     | 땀 분비 촉진               |                            | α                   |
| 생식기   | 사정 촉진                  | 발기 촉진                  | α                   |
| 자궁     | 주기에 의존                | 주기에 의존                | α,β₂                |
| 림프조직 | 일반적으로 억제성          |                            | α,β₂                |

## 같이 보기
- 아드레날린성
- 아드레날린 수용체